# Абдель Абкар
Абделькабі́р (Абде́ль) Абка́р (араб. عبد الكبير أبقر; нар. 10 березня 1999, Сеттат) — марокканський футболіст, захисник іспанського клубу «Хетафе» і збірної Марокко.

## Клубна кар'єра

### «Малага»
Вихованець марокканської футбольної академії Мухаммеда VI, звідки 2017 року приєднався до системи іспанського клубу «Малага». Почав виступати за резервну команду, за яку дебютував 12 листопада 2017 року, вийшовши в основі матчу Терсери Дивізіону проти клубу «Уетор Тахар».
У перші команді «Малаги» дебютував 11 вересня 2018 року, вийшовши в стартовому складі матчу Кубка Іспанії проти «Альмерії». Цей поєдинок став єдиним у складі першої команди, а увесь сезон 2018–19 провів за резервну команду в Сегунді Дивізіоні Б.

### «Алавес»
20 липня 2020 року перейшов до резервної команди клубу «Алавес» із Сегунди Дивізіону Б 6 травня 2021 року продовжив свій контракт з клубом до 2025 року.
30 листопада 2021 року дебютував за основний склад «Алавеса», вийшовши на заміну в матчі Кубка Іспанії проти «Унамі». Наступний вже сезон розпочав у першій команді, яка виступупала у Сегунді Дивізіоні. Свій перший гол у професіональній кар'єрі забив 29 жовтня 2022 року у поєдинку проти «Ов'єдо». 13 січня 2023 року у поєдинку Сегунди проти «Ов'єдо» отримав своє перше вилучення в кар'єрі. Всього у сезоні 2022–23 провів 40 матчів і забив 1 гол, допомігши команді здобути підвищення до Ла-Ліги через матчі плей-оф.
14 серпня 2023 року в матчі проти «Кадіса» дебютував в Ла-Лізі.

### «Хетафе»
29 липня 2025 року на правах вільного агента приєднався до «Хетафе», підписавши трирічний контракт.

## Кар'єра в збірній
13 березня 2023 року вперше викликаний до збірної Марокко головним тренером Валідом Реграгі для участі в товариських матчах проти збірних Бразилії і Перу.
28 грудня 2023 року був включений в офіційну заявку збірної Марокко для участі в матчах фінальної частини Кубка африканських націй 2023 року. На турнірі не провів жодного матчу, а збірна Марокко вибула з розіграшу, поступившись в 1/8 фіналу збірній ПАР. 22 березня 2024 року дебютував за збірну Марокко, вийшовши в стартовому складі в товариському матчі проти збірної Анголи.

## Статистика виступів

### Клубна статистика
Станом на 13 квітня 2025 
| Клуб              | Сезон             | Чемпіонат             | Чемпіонат | Чемпіонат | Кубок | Кубок | Єврокубки | Єврокубки | Інші  | Інші | Всього | Всього |
| Клуб              | Сезон             | Дивізіон              | Матчі     | Голи      | Матчі | Голи  | Матчі     | Голи      | Матчі | Голи | Матчі  | Голи   |
| ----------------- | ----------------- | --------------------- | --------- | --------- | ----- | ----- | --------- | --------- | ----- | ---- | ------ | ------ |
| Малага Б          | 2018–19           | Сегунда Дивізіон Б    | 24        | 0         | 0     | 0     | —         | —         | 0     | 0    | 24     | 0      |
| Малага Б          | 2019–20           | Терсера Дивізіон      | 21        | 1         | 0     | 0     | —         | —         | 0     | 0    | 21     | 1      |
| Малага Б          | Всього            | Всього                | 45        | 1         | 0     | 0     | 0         | 0         | 0     | 0    | 45     | 1      |
| Малага            | 2018–19           | Сегунда Дивізіон      | 0         | 0         | 1     | 0     | —         | —         | 0     | 0    | 1      | 0      |
| Алавес Б          | 2020–21           | Сегунда Дивізіон Б    | 14        | 0         | 0     | 0     | —         | —         | 0     | 0    | 14     | 0      |
| Алавес Б          | 2021–22           | Терсера Дивізіон RFEF | 10        | 0         | 0     | 0     | —         | —         | 0     | 0    | 10     | 0      |
| Алавес Б          | Всього            | Всього                | 24        | 0         | 0     | 0     | 0         | 0         | 0     | 0    | 24     | 0      |
| Алавес            | 2021–22           | Ла-Ліга               | 0         | 0         | 1     | 0     | —         | —         | 0     | 0    | 1      | 0      |
| Алавес            | 2022–23           | Сегунда Дивізіон      | 35        | 1         | 1     | 0     | —         | —         | 4     | 0    | 40     | 1      |
| Алавес            | 2023–24           | Ла-Ліга               | 27        | 0         | 0     | 0     | —         | —         | 0     | 0    | 27     | 0      |
| Алавес            | 2024–25           | Ла-Ліга               | 29        | 0         | 0     | 0     | —         | —         | 0     | 0    | 29     | 0      |
| Алавес            | Всього            | Всього                | 91        | 1         | 2     | 0     | 0         | 0         | 4     | 0    | 97     | 1      |
| Хетафе            | 2025–26           | Ла-Ліга               | 0         | 0         | 0     | 0     | —         | —         | 0     | 0    | 0      | 0      |
| Всього за кар'єру | Всього за кар'єру | Всього за кар'єру     | 159       | 2         | 3     | 0     | 0         | 0         | 4     | 0    | 166    | 2      |

1. ↑  Матчі в плей-оф Сегунди Дивізіону

### Міжнародна статистика
Станом на 12 жовтня 2024 
| Збірна            | Сезон             | Товариські | Товариські | Офіційні | Офіційні | Всього | Всього |
| Збірна            | Сезон             | Матчі      | Голи       | Матчі    | Голи     | Матчі  | Голи   |
| ----------------- | ----------------- | ---------- | ---------- | -------- | -------- | ------ | ------ |
| Марокко           |                   |            |            |          |          |        |        |
| 2024              | 1                 | 0          | 2          | 0        | 3        | 0      |        |
| Всього за кар'єру | Всього за кар'єру | 1          | 0          | 2        | 0        | 3      | 0      |

### Матчі за збірну
Станом на 12 жовтня 2024 
| Матчі Абделя Абкара за збірну Марокко | Матчі Абделя Абкара за збірну Марокко | Матчі Абделя Абкара за збірну Марокко | Матчі Абделя Абкара за збірну Марокко | Матчі Абделя Абкара за збірну Марокко | Матчі Абделя Абкара за збірну Марокко | Матчі Абделя Абкара за збірну Марокко | Матчі Абделя Абкара за збірну Марокко |
| №                                     | Дата                                  | Суперник                              | Рахунок                               | Голи                                  | Картки                                | Хвилини                               | Змагання                              |
| ------------------------------------- | ------------------------------------- | ------------------------------------- | ------------------------------------- | ------------------------------------- | ------------------------------------- | ------------------------------------- | ------------------------------------- |
| 1                                     | 22 березня 2024                       | Ангола                                | 1–0                                   |                                       |                                       | 90'                                   | Товариський матч                      |
| 2                                     | 6 вересня 2024                        | Габон                                 | 4–1                                   |                                       | 15'                                   | 90'                                   | Відбіркові матчі КАН-2025             |
| 3                                     | 12 жовтня 2024                        | ЦАР                                   | 5–0                                   |                                       |                                       | 24'                                   | Відбіркові матчі КАН-2025             |

Всього: 3 матчі / 0 голів; 3 перемоги, 0 нічиїх, 0 поразок.